# Beaux
Pour les articles homonymes, voir Beaux (homonymie).
Beaux est une commune française créée en 1845 et située dans le département de la Haute-Loire, en région Auvergne-Rhône-Alpes.

## Géographie

### Localisation
La commune de Beaux se trouve dans le département de la Haute-Loire, en région Auvergne-Rhône-Alpes.
Elle se situe à 33,5 km par la route du Puy-en-Velay, préfecture du département, et à 9 km d'Yssingeaux, sous-préfecture
Les communes les plus proches sont : 
Retournac (5,0 km), Yssingeaux (5,5 km), Saint-Maurice-de-Lignon (5,5 km), Saint-Julien-du-Pinet (5,7 km), Mézères (6,5 km), Grazac (7,1 km), Bessamorel (7,4 km), Beauzac (8,0 km).
| Retournac             | Beauzac    | Saint-Maurice-de-Lignon |
| Retournac             | Beaux      |                         |
| Saint-Julien-du-Pinet | Yssingeaux | Yssingeaux              |

### Climat
Pour des articles plus généraux, voir Climat d'Auvergne-Rhône-Alpes et Climat de la Haute-Loire.
En 2010, le climat de la commune est de type climat des marges montargnardes, selon une étude du Centre national de la recherche scientifique s'appuyant sur une série de données couvrant la période 1971-2000. En 2020, Météo-France publie une typologie des climats de la France métropolitaine dans laquelle la commune est exposée à un climat de montagne ou de marges de montagne et est dans la région climatique Sud-est du Massif Central, caractérisée par une pluviométrie annuelle de 1 000 à 1 500 mm, minimale en été, maximale en automne.
Pour la période 1971-2000, la température annuelle moyenne est de 9,2 °C, avec une amplitude thermique annuelle de 16,3 °C. Le cumul annuel moyen de précipitations est de 829 mm, avec 9,2 jours de précipitations en janvier et 6,6 jours en juillet. Pour la période 1991-2020, la température moyenne annuelle observée sur la station météorologique de Météo-France la plus proche, « Yssingeaux », sur la commune d'Yssingeaux à 5 km à vol d'oiseau, est de 9,2 °C et le cumul annuel moyen de précipitations est de 948,9 mm,. Pour l'avenir, les paramètres climatiques de la commune estimés pour 2050 selon différents scénarios d'émission de gaz à effet de serre sont consultables sur un site dédié publié par Météo-France en novembre 2022.

### Hydrographie
Au Sud et à l'Est, la rivière du Ramel et ses gorges forment une frontière naturelle avec les communes d'Yssingeaux et de Saint-Maurice-de-Lignon. Sur sa partie Nord, la commune jouxte sur un petit kilomètre la Loire, point le plus bas avec ses 475 m, les villages et hameaux les plus proches appartenant à la commune de Beauzac. À l'Ouest, elle a pour frontière Saint-Julien-du-Pinet sur quelques centaines de mètres et Retournac, du Suc de Cornavy par le ruisseau de Riougrand jusqu'à la Loire.

### Géologie et relief
La commune de Beaux est située sur un flanc hercynien du Velay oriental, surmonté de trois sucs basaltiques : les sucs de Gorce (855 m) et d'Arnoux (806 m), plutôt situés au centre de la commune et le suc de Conarvy, situé à l'extrême Sud-Ouest, point culminant avec 920 mètres d'altitude.

### Villages
Outre son bourg, la commune de Beaux est constituée de plusieurs villages, ayant chacun une population proche de celle du bourg ; ils sont dénommés Malataverne, Arzilhac, Courenc, Peyre et, plus petits, Arnoux et Ranche.

### Transports
La commune est desservie par la RN88 à Yssingeaux et par la ligne de train Saint-Georges-d'Aurac Saint-Étienne-Châteaucreux à Retournac.

## Urbanisme

### Typologie
Au 1er janvier 2024, Beaux est catégorisée commune rurale à habitat dispersé, selon la nouvelle grille communale de densité à sept niveaux définie par l'Insee en 2022.
Elle est située hors unité urbaine. Par ailleurs la commune fait partie de l'aire d'attraction d'Yssingeaux, dont elle est une commune de la couronne,. Cette aire, qui regroupe 9 communes, est catégorisée dans les aires de moins de 50 000 habitants,.

### Occupation des sols
L'occupation des sols de la commune, telle qu'elle ressort de la base de données européenne d’occupation biophysique des sols Corine Land Cover (CLC), est marquée par l'importance des territoires agricoles (55,5 % en 2018), en diminution par rapport à 1990 (57 %). La répartition détaillée en 2018 est la suivante : 
forêts (39,9 %), zones agricoles hétérogènes (37,8 %), prairies (17,7 %), zones urbanisées (4,7 %). L'évolution de l’occupation des sols de la commune et de ses infrastructures peut être observée sur les différentes représentations cartographiques du territoire : la carte de Cassini (XVIIIe siècle), la carte d'état-major (1820-1866) et les cartes ou photos aériennes de l'IGN pour la période actuelle (1950 à aujourd'hui).

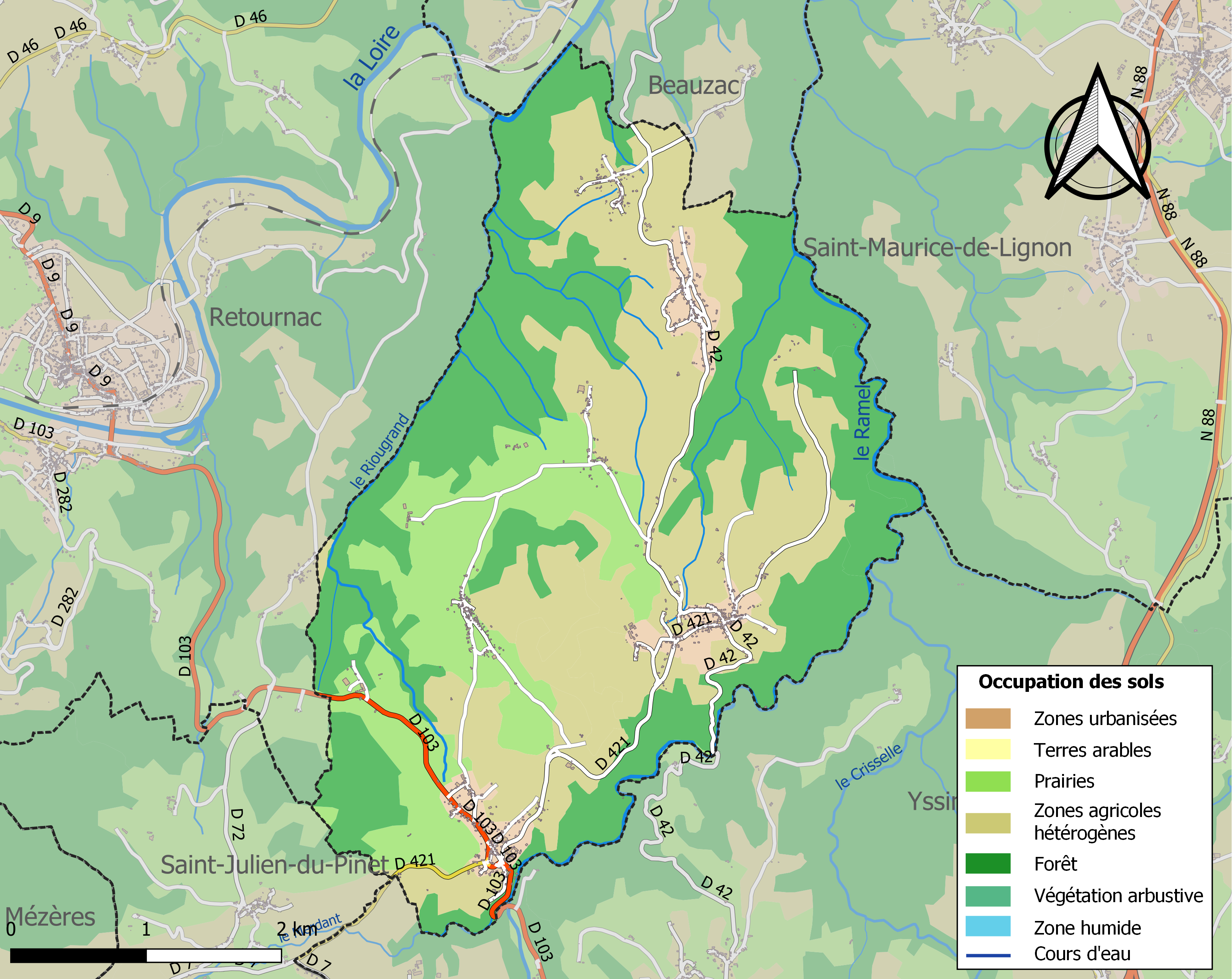
Carte des infrastructures et de l'occupation des sols de la commune en 2018 (CLC).
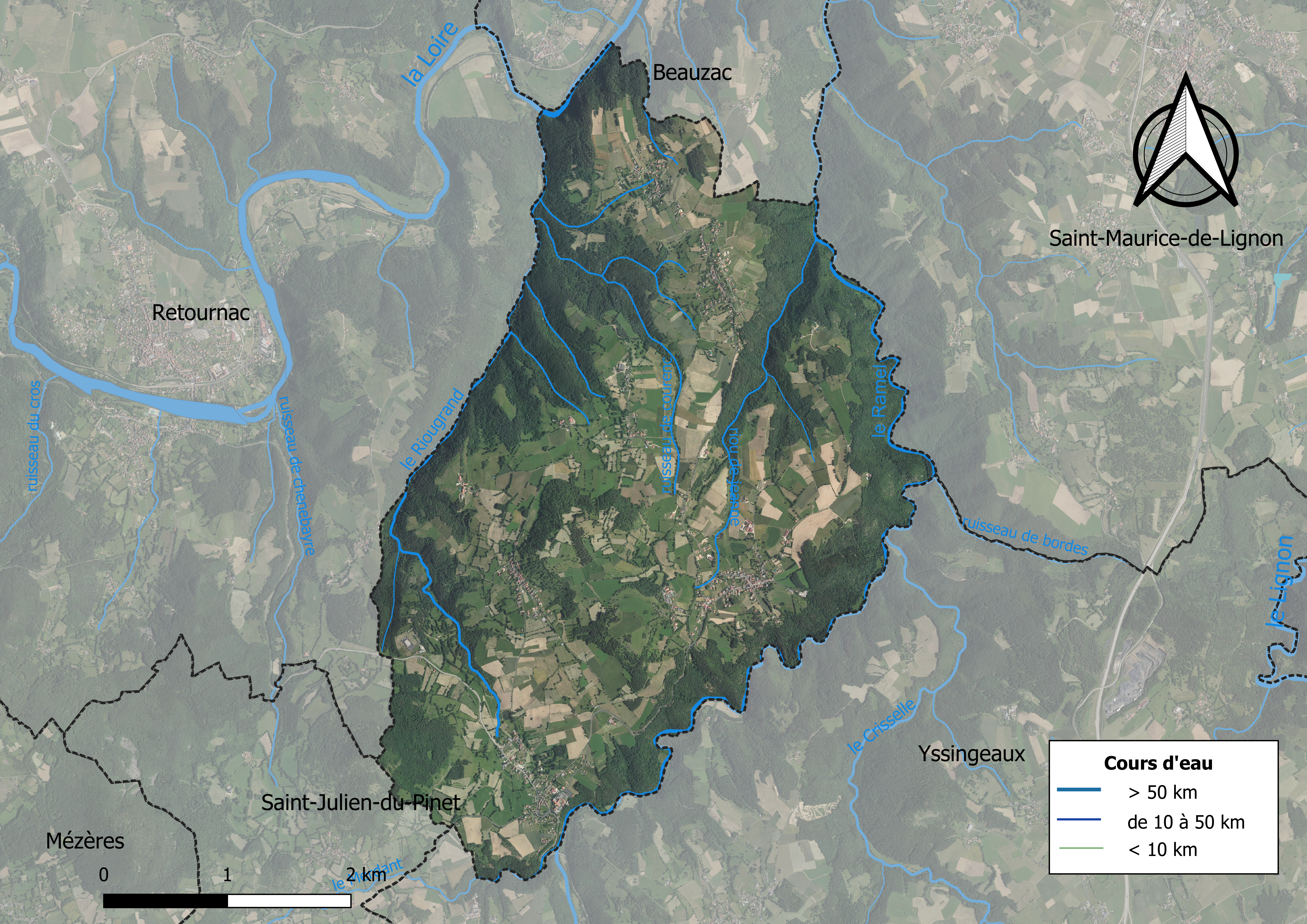
Carte orthophotographique de la commune.

### Habitat et logement
En 2018, le nombre total de logements dans la commune était de 527, alors qu'il était de 514 en 2013 et de 496 en 2008.
Parmi ces logements, 64,3 % étaient des résidences principales, 23,5 % des résidences secondaires et 12,1 % des logements vacants. Ces logements étaient pour 94,1 % d'entre eux des maisons individuelles et pour 5,1 % des appartements.
Le tableau ci-dessous présente la typologie des logements à Beaux en 2018 en comparaison avec celle de la Haute-Loire et de la France entière. Une caractéristique marquante du parc de logements est ainsi une proportion de résidences secondaires et logements occasionnels (23,5 %) supérieure à celle du département (16,1 %) et à celle de la France entière (9,7 %). Concernant le statut d'occupation de ces logements, 82,6 % des habitants de la commune sont propriétaires de leur logement (84,4 % en 2013), contre 70 % pour la Haute-Loire et 57,5 pour la France entière.
| Typologie                                               | Beaux | Haute-Loire | France entière |
| ------------------------------------------------------- | ----- | ----------- | -------------- |
| Résidences principales (en %)                           | 64,3  | 71,5        | 82,1           |
| Résidences secondaires et logements occasionnels (en %) | 23,5  | 16,1        | 9,7            |
| Logements vacants (en %)                                | 12,1  | 12,4        | 8,2            |

## Toponymie
Bedals (v. 1110), Capella S. Bartholomei sita in castro de Beaulx (1457).

## Histoire
La commune de Beaux est créée officiellement le 14 juin 1845 ; cette création fait suite à des réclamations datant de 1825 (et ultérieures) de certains habitants afin de permettre l'établissement d'un vicaire sur place. En effet, de par l’étendue de son territoire, de son éloignement des autres paroisses et des chemins presque impraticables, sa population de 1 200 âmes ne peut se recueillir comme elle le souhaite. Cette nouvelle commune est composée par différents villages et hameaux issus des communes voisines d'Yssingeaux et de Retournac ; les hameaux et villages proches appartenant à la commune de Beauzac n'ayant pas souhaité rejoindre cette nouvelle entité. Ses habitants se nomment dès lors les Béaliens et Béaliennes. Étymologiquement, le nom de « Beaux » proviendrait des béalières, des canaux servant à amener l'eau aux nombreux moulins d'alors.
Depuis les années 1980, elle partage avec la commune de Saint-Julien-du-Pinet, un RPI afin de gérer la maternelle et l'école primaire. Elle fait partie depuis 1999 de la Communauté de communes des Sucs.

### La bête du Ramel

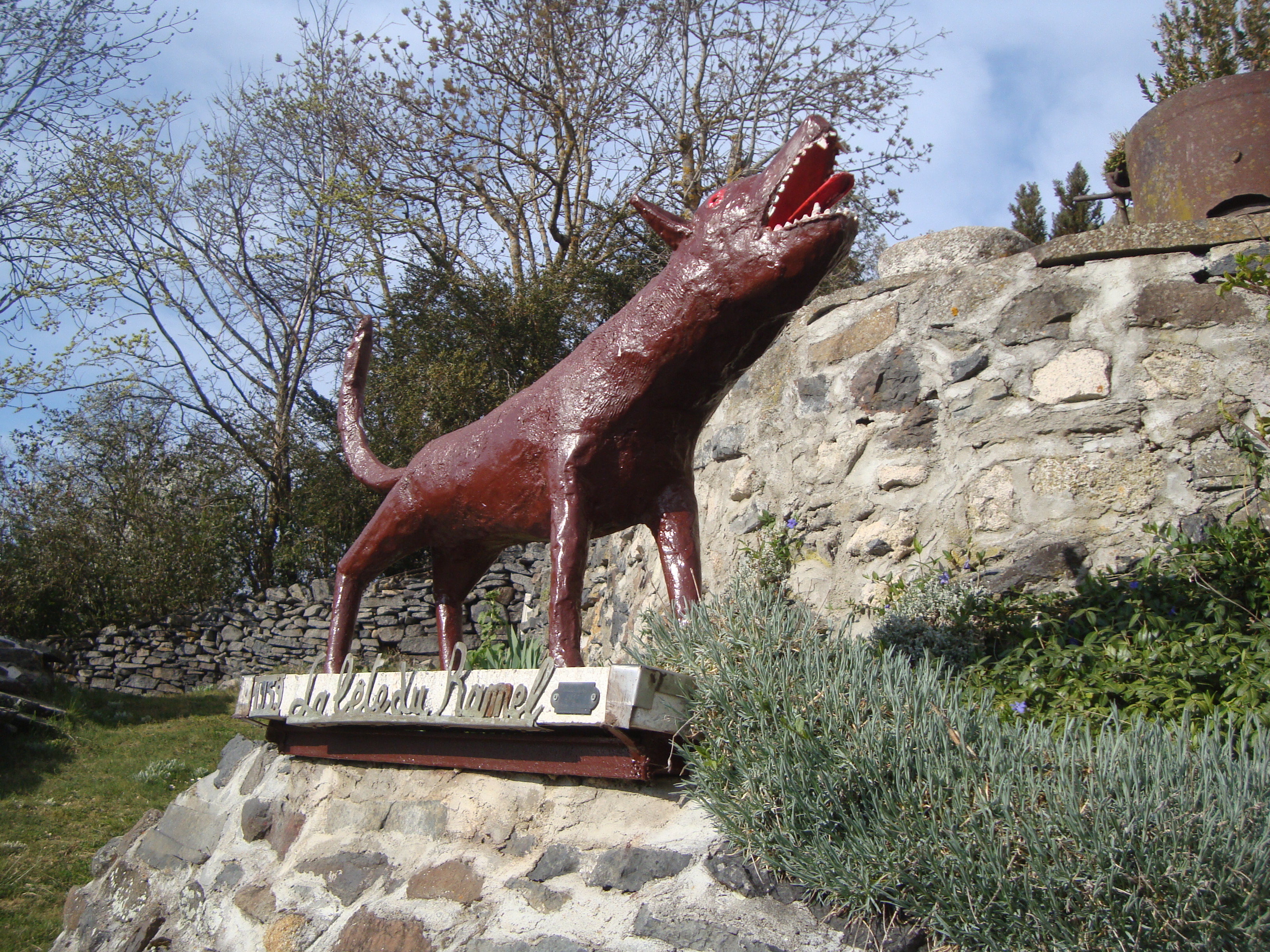
Sculpture de la bête du Ramel au village d'Arzilhac (Beaux).

En février 1959, les habitants de Beaux, effrayés, entendent des hurlements nocturnes émis depuis les gorges du Ramel. D'étranges empreintes ressemblant à celles d'un loup sont trouvées, mais aucune attaque n'est à déplorer. Des battues sont organisées par plus de 80 chasseurs sous le commandement d’un lieutenant de louveterie dépêché par la préfecture. La rumeur se nourrit d'elle-même et la presse locale en fait ses choux gras en parlant, dès lors, de la Bête du Ramel, suivie par les médias nationaux dont Radio Luxembourg. Ainsi, de multiples hypothèses sont élaborées, sérieuses, fantasques ou moqueuses. Le 1er avril, un journaliste altiligérien habitant la commune annonce, photo à l'appui, la capture d'une bête préhistorique : le Ramelicus. Par la suite, l'histoire s’essouffle d'elle-même et au début de l'été, les médias sont passés à une autre affaire. Cependant, le ton méprisant des journalistes parlant de la « bêêêête », singeant ainsi l'accent local, laisse un goût amer chez les habitants. Aujourd'hui, l'hypothèse la plus admise est la présence d'un Butor étoilé, un oiseau échassier migrateur au chant nocturne très puissant ressemblant à une corne de brume,,.

## Politique et administration

### Découpage territorial
La commune de Beaux est membre de la communauté de communes des Sucs, un établissement public de coopération intercommunale (EPCI) à fiscalité propre créé le 28 juin 1999 dont le siège est à Yssingeaux. Ce dernier est par ailleurs membre d'autres groupements intercommunaux.
Sur le plan administratif, elle est rattachée à l'arrondissement d'Yssingeaux, au département de la Haute-Loire, en tant que circonscription administrative de l'État, et à la région Auvergne-Rhône-Alpes.
Sur le plan électoral, elle dépend du canton d'Yssingeaux pour l'élection des conseillers départementaux, depuis le redécoupage cantonal de 2014 entré en vigueur en 2015, et de la première circonscription de la Haute-Loire   pour les élections législatives, depuis le redécoupage électoral de 1986.

### Élections municipales et communautaires

#### Élections de 2020
Le conseil municipal de Beaux, commune de moins de 1 000 habitants, est élu au scrutin majoritaire plurinominal à deux tours avec candidatures isolées ou groupées et possibilité de panachage. Compte tenu de la population communale, le nombre de sièges à pourvoir lors des élections municipales de 2020 est de 15. Sur les trente candidats en lice, quinze sont élus dès le premier tour, le 15 mars 2020, correspondant à la totalité des sièges à pourvoir, avec un taux de participation de 48,05 %.
Daniel Favier est élu nouveau maire de la commune le 25 mai 2020.
Dans les communes de moins de 1 000 habitants, les conseillers communautaires sont désignés parmi les conseillers municipaux élus en suivant l’ordre du tableau (maire, adjoints puis conseillers municipaux) et dans la limite du nombre de sièges attribués à la commune au sein du conseil communautaire. Deux sièges sont attribués à la commune au sein de la communauté de communes des Sucs.

## Population et société

### Démographie

#### Évolution démographique
L'évolution du nombre d'habitants est connue à travers les recensements de la population effectués dans la commune depuis 1841. Pour les communes de moins de 10 000 habitants, une enquête de recensement portant sur toute la population est réalisée tous les cinq ans, les populations de référence des années intermédiaires étant quant à elles estimées par interpolation ou extrapolation. Pour la commune, le premier recensement exhaustif entrant dans le cadre du nouveau dispositif a été réalisé en 2008.

En 2022, la commune comptait 865 habitants, en évolution de +3,84 % par rapport à 2016 (Haute-Loire : +0,36 %, France hors Mayotte : +2,11 %).
| 1841  | 1846  | 1851  | 1856  | 1861  | 1866  | 1872  | 1876  | 1881  |
| ----- | ----- | ----- | ----- | ----- | ----- | ----- | ----- | ----- |
| 1 251 | 1 254 | 1 215 | 1 160 | 1 160 | 1 253 | 1 200 | 1 226 | 1 265 |

| 1886  | 1891  | 1896  | 1901  | 1906  | 1911  | 1921 | 1926 | 1931 |
| ----- | ----- | ----- | ----- | ----- | ----- | ---- | ---- | ---- |
| 1 319 | 1 291 | 1 197 | 1 202 | 1 175 | 1 101 | 988  | 942  | 917  |

| 1936 | 1946 | 1954 | 1962 | 1968 | 1975 | 1982 | 1990 | 1999 |
| ---- | ---- | ---- | ---- | ---- | ---- | ---- | ---- | ---- |
| 868  | 750  | 711  | 647  | 659  | 656  | 670  | 640  | 646  |

| 2006 | 2008 | 2013 | 2018 | 2022 | - | - | - | - |
| ---- | ---- | ---- | ---- | ---- | - | - | - | - |
| 751  | 780  | 817  | 858  | 865  | - | - | - | - |

#### Pyramide des âges
La population de la commune est relativement âgée.
En 2018, le taux de personnes d'un âge inférieur à 30 ans s'élève à 26,6 %, soit en dessous de la moyenne départementale (31 %). À l'inverse, le taux de personnes d'âge supérieur à 60 ans est de 36,9 % la même année, alors qu'il est de 31,1 % au niveau départemental.
En 2018, la commune comptait 444 hommes pour 414 femmes, soit un taux de 51,75 % d'hommes, largement supérieur au taux départemental (49,13 %).
Les pyramides des âges de la commune et du département s'établissent comme suit.
| Hommes | Classe d’âge | Femmes |
| ------ | ------------ | ------ |
| 1,1    | 90 ou +      | 3,4    |
| 9,9    | 75-89 ans    | 11,1   |
| 24,8   | 60-74 ans    | 23,7   |
| 22,5   | 45-59 ans    | 20,8   |
| 14,0   | 30-44 ans    | 15,7   |
| 11,9   | 15-29 ans    | 10,6   |
| 15,8   | 0-14 ans     | 14,7   |

| Hommes | Classe d’âge | Femmes |
| ------ | ------------ | ------ |
| 0,9    | 90 ou +      | 2,5    |
| 8,4    | 75-89 ans    | 11,7   |
| 20,4   | 60-74 ans    | 20,5   |
| 21,3   | 45-59 ans    | 20,3   |
| 16,8   | 30-44 ans    | 16,3   |
| 15,2   | 15-29 ans    | 13,2   |
| 17     | 0-14 ans     | 15,6   |

## Économie

### Revenus
En 2018, la commune compte 338 ménages fiscaux, regroupant 746 personnes. La médiane du revenu disponible par unité de consommation est de 20 040 € (20 800 € dans le département).

### Emploi
| Division       | 2008  | 2013  | 2018  |
| -------------- | ----- | ----- | ----- |
| Commune        | 5,9 % | 5,4 % | 6 %   |
| Département    | 6,3 % | 7,7 % | 7,7 % |
| France entière | 8,3 % | 10 %  | 10 %  |

En 2018, la population âgée de 15 à 64 ans s'élève à 483 personnes, parmi lesquelles on compte 69,2 % d'actifs (63,1 % ayant un emploi et 6 % de chômeurs) et 30,8 % d'inactifs,. Depuis 2008, le taux de chômage communal (au sens du recensement) des 15-64 ans est inférieur à celui de la France et du département.
La commune fait partie de la couronne de l'aire d'attraction d'Yssingeaux, du fait qu'au moins 15 % des actifs travaillent dans le pôle,. Elle compte 165 emplois en 2018, contre 153 en 2013 et 147 en 2008. Le nombre d'actifs ayant un emploi résidant dans la commune est de 311, soit un indicateur de concentration d'emploi de 53 % et un taux d'activité parmi les 15 ans ou plus de 46,9 %.
Sur ces 311 actifs de 15 ans ou plus ayant un emploi, 50 travaillent dans la commune, soit 16 % des habitants. Pour se rendre au travail, 90,7 % des habitants utilisent un véhicule personnel ou de fonction à quatre roues, 1 % les transports en commun, 4,8 % s'y rendent en deux-roues, à vélo ou à pied et 3,5 % n'ont pas besoin de transport (travail au domicile).

### Activités hors agriculture
43 établissements sont implantés  à Beaux au 31 décembre 2019. Le tableau ci-dessous en détaille le nombre par secteur d'activité et compare les ratios avec ceux du département,.
| Secteur d'activité                                                                                        | Commune | Commune | Département |
| Secteur d'activité                                                                                        | Nombre  | %       | %           |
| --- | ------- | ------- | ----------- |
| Ensemble                                                                                                  | 43      |         |             |
| Industrie manufacturière, industries extractives et autres                                                | 5       | 11,6 %  | (14,2 %)    |
| Construction                                                                                              | 12      | 27,9 %  | (13,9 %)    |
| Commerce de gros et de détail, transports, hébergement et restauration                                    | 7       | 16,3 %  | (28,8 %)    |
| Activités financières et d'assurance                                                                      | 1       | 2,3 %   | (4,4 %)     |
| Activités immobilières                                                                                    | 3       | 7 %     | (3,9 %)     |
| Activités spécialisées, scientifiques et techniques et activités de services administratifs et de soutien | 6       | 14 %    | (11,6 %)    |
| Administration publique, enseignement, santé humaine et action sociale                                    | 7       | 16,3 %  | (13,3 %)    |
| Autres activités de services                                                                              | 2       | 4,7 %   | (8 %)       |

Le secteur de la construction est prépondérant sur la commune puisqu'il représente 27,9 % du nombre total d'établissements de la commune (12 sur les 43 entreprises implantées  à Beaux), contre 13,9 % au niveau départemental.

### Agriculture
La commune fait partie de la petite région agricole dénommée « Monts du Forez ». En 2010, l'orientation technico-économique de l'agriculture  sur la commune est la production de bovins, orientation élevage et viande.
|                                   | 1988 | 2000 | 2010 |
| --------------------------------- | ---- | ---- | ---- |
| Exploitations                     | 37   | 24   | 13   |
| Superficie agricole utilisée (ha) | 902  | 714  | 533  |

Le nombre d'exploitations agricoles en activité et ayant leur siège dans la commune est passé de 37 en 1988 à 24 en 2000 puis à 13 en 2010, soit une baisse de 65 % en 22 ans. Le même mouvement est observé à l'échelle du département qui a perdu pendant cette période 43 % de ses exploitations. La surface agricole utilisée sur la commune a également diminué, passant de 902 ha en 1988 à 533 ha en 2010. Parallèlement la surface agricole utilisée moyenne par exploitation a augmenté, passant de 24 à 41 ha.
Les 1 678 hectares de la commune sont partagés entre des prairies permanentes et temporaires, des cultures d'avoine, de blé, de seigle, de triticale et de maïs fourrager (à destination d'élevages bovin laitier et allaitant, ovin allaitant et avicole) ainsi que des pinèdes de Pin sylvestre, des chênaies pédonculées sèches et des hêtraies.

## Culture locale et patrimoine

### Lieux et monuments
- Église Saint-Barthélémy
- Chapelle Notre-Dame-de-l'Assomption de Malataverne

### Personnalités liées à la commune
- On pourrait ajouter comme personne ayant un lien avec la commune de Beaux : Stéphane Jean Abel Michel Charbonnier dit Charb, dessinateur satirique, décédé le 7 janvier 2015 lors de l'attentat contre Charlie Hebdo[41]. Son arrière grand père Paul Jean Pascal Charbonnier est né à Beaux le 4 avril 1885, il était le fils de Marcellin Charbonnier et Marthe Marie Madeleine Fayolle[42].